# Kyle Negomir
Kyle Negomir (* 3. Oktober 1998) ist ein US-amerikanischer Skirennläufer. Er startet heute hauptsächlich in den Speeddisziplinen Abfahrt und Super-G, nahm früher aber auch an Rennen im Riesenslalom und Slalom teil.

## Karriere
Negomir wuchs in Colorado auf und erlernte das Skifahren in Copper Mountain. Bereits während seiner Schulzeit war er sportlich aktiv, so betrieb er neben dem Skisport noch American Football, Lacrosse und Wasserskifahren, bevor er sich ganz dem alpinen Skirennsport verschrieb. Sein internationales Renndebüt feierte er am 28. November 2014 bei einem FIS-Slalom am Echo Mountain. In den darauffolgenden Jahren startete Negomir hauptsächlich bei Rennen des Nor-Am Cup sowie FIS-Rennen in Nordamerika, wobei größere Erfolge zuerst ausblieben.
Sein erstes internationales Großereignis bestritt Negomir 2018 bei den Juniorenweltmeisterschaften in Davos. Dort erreichte er als bestes Ergebnis den 7. Platz im Super-G. Infolgedessen konnte er im darauffolgenden Winter sein Weltcupdebüt geben. Bei seinem ersten Rennen, dem Riesenslalom von Beaver Creek, schied er jedoch bereits im ersten Durchgang aus. Die Saison 2018/19 sollte seine bis zu diesem Zeitpunkt erfolgreichste werden. So gewann er am 14. März 2019 sein erstes Rennen im Nor-Am Cup. Mit insgesamt vier weiteren Podestplätzen und weiteren Spitzenresultaten konnte Negomir die Gesamtwertung für sich entscheiden. Zudem belegte er jeweils noch den zweiten Platz in der Abfahrts- bzw. Kombinationswertung.
Im Dezember 2020 stürzte Negomir beim Training für die Abfahrt von Val-d’Isère im Ziel und zog sich dabei einen Kreuzbandriss sowie eine schwere Schulterverletzung als auch Frakturen in der rechten Hand zu, wodurch er für fast zwei Jahre keine Rennen mehr bestreiten konnte. Bei seinem Comeback im Weltcup, am 27. November 2022 gewann er beim Super-G von Lake Louise auf Anhieb seine ersten Weltcuppunkte. Auch konnte er zwei weitere Siege im Nor-Am Cup feiern und belegte in der Abfahrtswertung den zweiten Platz sowie in der Super-G-Wertung Rang drei. Aufgrund dieser Leistungen wurde Negomir erstmals für eine Weltmeisterschaft nominiert. Bei den Wettkämpfen in Courchevel bzw. Méribel belegte er im Super-G den 17. Rang.
Zum Abschluss der Saison gewann Negomir seinen ersten amerikanischen Meistertitel, er siegte im Super-G.
Sein bisher bestes Weltcupergebnis gelang ihm am 18. Februar 2024, als er beim Super-G von Kvitfjell den 12. Rang belegte. Weiters wurde er einen Monat später US-Vizemeister im Super-G hinter River Radamus.

## Erfolge

### Weltmeisterschaften
- Courchevel/Méribel 2023: 17. Super-G

### Weltcup
- 2 Platzierungen unter den besten 20

### Juniorenweltmeisterschaften
- Davos 2018: 7. Super-G, 22. Riesenslalom, 29. Abfahrt, DNF Slalom, DNF Alpine Kombination
- Val di Fassa 2019: 6. Abfahrt, 8. Alpine Kombination, 13. Riesenslalom, DNF Slalom, DSQ Super-G

### Nor-Am Cup
- 14 Podestplätze, davon 3 Siege

| Datum             | Ort             | Land               | Disziplin |
| ----------------- | --------------- | ------------------ | --------- |
| 14. März 2019     | Burke Mountain  | Vereinigte Staaten | Slalom    |
| 10. Dezember 2022 | Copper Mountain | Vereinigte Staaten | Super-G   |
| 10. Dezember 2022 | Copper Mountain | Vereinigte Staaten | Super-G   |

### Europacup
- Eine Platzierung unter den besten 10

### Weitere Erfolge
- US Meister im Super-G (2023)
- US Vizemeister im Super-G (2024)
- 5 Siege bei FIS-Rennen